# Caerbannogia
Caerbannogia é um gênero de pequenos caracóis tropicais, gastrópodes pulmonados terrestres da família Urocoptidae. É endêmico do Brasil e atualmente é monotípico, contendo apenas a espécie-tipo, Caerbannogia calida.

## Etimologia
Caerbannogia recebeu esse nome em homenagem à Caverna de Caerbannog, lar do Coelho de Caerbannog em Monty Python e o Santo Graal. O epíteto específico de C. calida vem do latim calidus, que significa quente, referindo-se à localidade-tipo na Caverna da Ressurgência das Areias de Água Quente.